# Rodolphe Bresdin

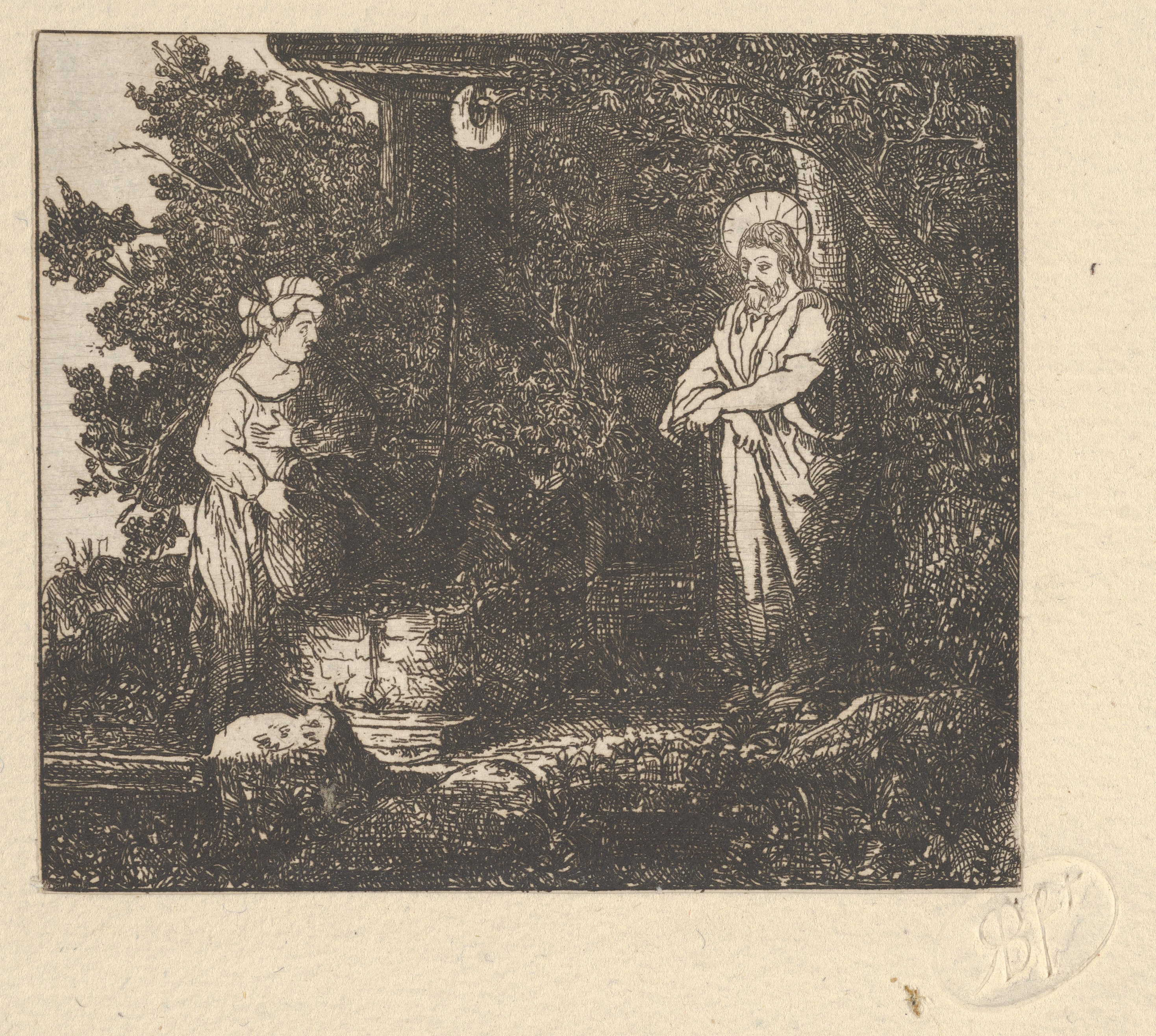
Cristo y la samaritana, Museo Metropolitano de Arte, Nueva York

Rodolphe Bresdin, también conocido con el apodo Chien-Caillou (Montrelais, 1822-Sèvres, 11 de enero de 1885) fue un grabador francés. 

## Biografía
Adoptó el apodo Chien-Caillou por un personaje de James Fenimore Cooper, Chingachgook. Se instaló en París en 1842, pero viajó a menudo por toda Francia y emigró a América, donde vivió en la indigencia. Llevó una vida desordenada y caótica, que inspiró a escritores como Jules Champfleury (Chien-Caillou, 1847) y Alcide Dusolier (El maestro del conejo, 1861). También fue admirado y protegido por escritores como Victor Hugo y Charles Baudelaire.
Fue un grabador de composiciones originales, en una época en que la mayoría de grabadores se dedicaban a la reproducción de cuadros de pintores. Trabajó sobre todo al aguafuerte y la litografía. Sus imágenes eran de corte fantástico, misterioso, exótico, ambiguo, con paisajes y animales imaginarios que anteceden a la pintura simbolista que se dio a finales de siglo. Entre ellas destacan La bañista y El buen samaritano, ambas de 1861. También realizó dibujos a plumilla y a tinta china, muchos de los cuales se conservan en el Museo del Louvre.
Influyó notablemente en la obra de Odilon Redon.